# Burrinia
Burrinia is een geslacht van rechtvleugeligen uit de familie Chorotypidae. De wetenschappelijke naam van dit geslacht is voor het eerst geldig gepubliceerd in 1930 door Bolívar.

## Soorten
Het geslacht Burrinia omvat de volgende soorten:
- Burrinia burri Bolívar, 1930
- Burrinia humbertiana Saussure, 1903